# 정읍군·고창군
정읍군·고창군은 대한민국의 옛 국회의원 선거구이다. 당시 전라북도 정읍군, 고창군 지역을 관할했다.

## 역사
대한민국 제11대 국회의원 선거를 앞두고 전라북도 지역의 선거구가 개편되면서 정읍군·김제군 선거구에 속해 있던 정읍군, 고창군·부안군 선거구에 속해 있던 고창군을 묶은 선거구로 신설되었다.
1981년 7월 1일을 기해 정읍군 정주읍이 정주시로 승격되었다. 이에 따라 정읍군·고창군 선거구는 대한민국 제12대 국회의원 선거를 앞두고 정주시·정읍군·고창군 선거구로 개편되었다.

## 역대 국회의원
| 선거   | 정당 | 정당       | 1위 의원 | 정당 | 정당       | 2위 의원 |
| ------ | ---- | ---------- | -------- | ---- | ---------- | -------- |
| 1981년 |      | 민주정의당 | 진의종   |      | 민주한국당 | 김원기   |

## 역대 선거 결과

### 대한민국 제11대 국회의원 선거
|  | 39.29% |

|  | 26.72% |

|  | 12.99% |

|  | 10.41% |

|  | 6.05% |

|  | 2.36% |

|  | 2.15% |